# باشگاه فوتبال استقلال خوزستان

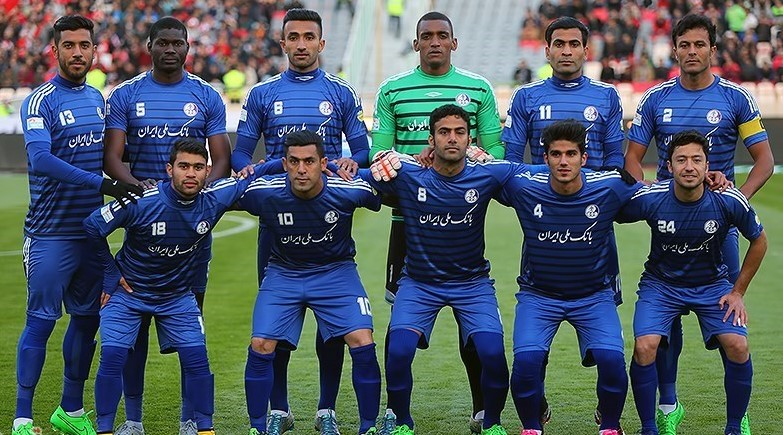
باشگاه استقلال خوزستان در فصل قهرمانی

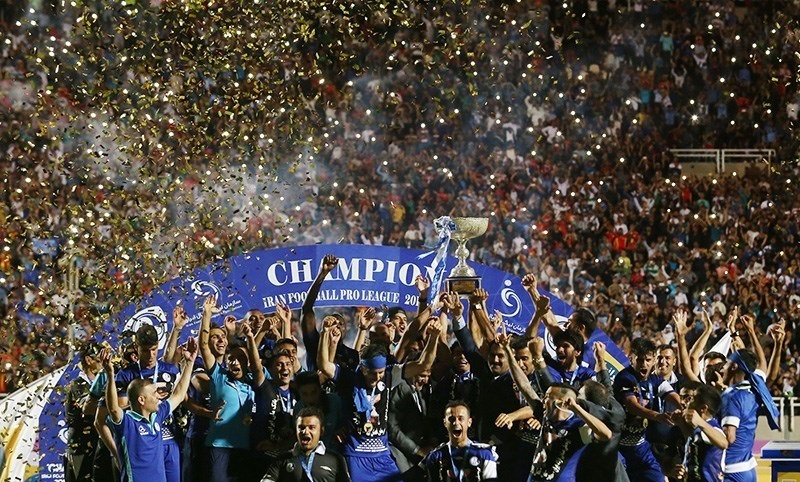
بازیکنان باشگاه استقلال خوزستان در جشن قهرمانی فصل ۹۵–۱۳۹۴

باشگاه فوتبال استقلال خوزستان یک باشگاه فوتبال در شهر اهواز، ایران است که در سال ۱۳۹۰ بنیان‌گذاری شده است. این باشگاه هم‌اکنون در لیگ برتر خلیج فارس حضور دارد.
این تیم پس از دو فصل حضور در لیگ آزادگان توانست جواز حضور در لیگ برتر خلیج فارس را به دست آورد و با صعود به لیگ برتر نام این تیم از استقلال صنعتی اهواز به استقلال خوزستان تغییر یافت. باشگاه استقلال خوزستان در فصل ۹۵–۱۳۹۴ توانست با سرمربیگری عبدالله ویسی قهرمان لیگ برتر خلیج فارس شود.
باشگاه فوتبال استقلال خوزستان در حالی قهرمان لیگ برتر فوتبال ایران شد که توانست همراه با پرسپولیس لیگ شانزدهم با ۱۴ گل خورده، بهترین خط دفاع را نصیب خود کند. این تیم سابقه نایب‌قهرمانی در سوپر جام ایران را نیز دارد. استقلال خوزستان در پایان فصل ۹۸–۱۳۹۷ در حالی که ۶ امتیازش از سوی فیفا کسر شده بود، با قرار گرفتن در رتبه شانزدهم، پس از ۶ فصل حضور پیاپی در لیگ برتر، به لیگ آزادگان سقوط کرد و دوباره به لیگ برتر ۰۳–۱۴۰۲ صعود کرد.

## آمار و عملکرد
- جدول زیر عملکرد فصل به فصل تیم استقلال خوزستان را از زمان تأسیس این تیم را نشان می‌دهد:

| فصل     | لیگ         | رتبه در لیگ ایران | جام حذفی   | لیگ قهرمانان آسیا | یادداشت                     |
| ------- | ----------- | ----------------- | ---------- | ----------------- | --------------------------- |
| ۹۱–۱۳۹۰ | لیگ آزادگان | ۶ام               | ۱/۱۶ نهایی | راه نیافت         | _                           |
| ۹۲–۱۳۹۱ | لیگ آزادگان | ۱ام               | ۱/۱۶ نهایی | راه نیافت         | صعود به لیگ برتر            |
| ۹۳–۱۳۹۲ | لیگ برتر    | ۱۲ام              | ۱/۱۶ نهایی | راه نیافت         | _                           |
| ۹۴–۱۳۹۳ | لیگ برتر    | ۱۴ام              | ۱/۸ نهایی  | راه نیافت         | _                           |
| ۹۵–۱۳۹۴ | لیگ برتر    | قهرمان            | ۱/۸ نهایی  | راه نیافت         | _                           |
| ۹۶–۱۳۹۵ | لیگ برتر    | ۷ام               | ۱/۳۲ نهایی | ۱/۸ نهایی         | نایب‌قهرمان سوپرجام          |
| ۹۷–۱۳۹۶ | لیگ برتر    | ۱۲ام              | نیمه نهایی | راه نیافت         | _                           |
| ۹۸–۱۳۹۷ | لیگ برتر    | ۱۶ام              | ۱/۸ نهایی  | راه نیافت         | سقوط به لیگ آزادگان         |
| ۹۹–۱۳۹۸ | لیگ آزادگان | ۹ام               | ۱/۱۶نهایی  | راه نیافت         | _                           |
| ۰۰–۱۳۹۹ | لیگ آزادگان | ۶ام               | انصراف     | راه نیافت         | _                           |
| ۰۱–۱۴۰۰ | لیگ آزادگان | ۱۲ام              | مرحله سوم  | راه نیافت         | _                           |
| ۰۲–۱۴۰۱ | لیگ آزادگان | ۲ام               | ۱/۱۶نهایی  | راه نیافت         | نایب‌قهرمان صعود به لیگ برتر |
| ۰۳–۱۴۰۲ | لیگ برتر    | ۱۴ام              | ۱/۱۶ نهایی | راه نیافت         | _                           |
| ۰۴–۱۴۰۳ | لیگ برتر    | ۱۲ام              | ۱/۱۶ نهایی | راه نیافت         | –                           |
| ۰۵–۱۴۰۴ | لیگ برتر    | –                 | –          | –                 | –                           |

## فصل قهرمانی
در پانزدهمین دوره مسابقات لیگ برتر فوتبال ایران تیم استقلال خوزستان موفق شد با مربی‌گری عبدالله ویسی قهرمان لیگ شود. این تیم در مجموع ۳۰ بازی توانست ۱۵ بازی را پیروز بشود، در ۱۲ بازی نتیجه مساوی کسب کرد و تنها ۳ باخت در کارنامه داشت، تیم استقلال خوزستان با ۳۳ گل زده و ۱۴ گل خورده و به خاطر داشتن تفاضل بهتر (۱۹) نسبت به پرسپولیس، قهرمان لیگ برتر فوتبال ایران شد.

## بازیکنان

### بازیکنان کنونی
| شماره |       | نقش       | بازیکن          |
| ----- | ----- | --------- | --------------- |
| ۲     | ایران | هافبک     | سجاد دانایی     |
| ۱۴    | ایران | مهاجم     | حسین محمدیان    |
|       | ایران | هافبک     | حمید بوحمدان    |
|       | ایران | مدافع     | محمد اهل شاخه   |
|       | ایران | مدافع     | محمدمهدی احمدی  |
|       | ایران | مهاجم     | حجت احمدی       |
|       | ایران | مدافع     | پوریا بالی لاشک |
|       | ایران | مهاجم     | جواد زرگانی     |
|       | ایران | هافبک     | قاسم لطیفی      |
|       | ایران | مدافع     | مهدی موسوی      |
|       | ایران | دروازه‌بان | محمدجواد کیا    |
|       | ایران | هافبک     | محمد شریفی      |

| شماره |       | نقش   | بازیکن            |
| ----- | ----- | ----- | ----------------- |
|       | ایران | هافبک | امیرحسین جلالی‌وند |
|       | ایران | مدافع | ابوالفضل سلیمانی  |
|       | ایران | هافبک | حسین درویشی       |
|       | ایران | هافبک | محمدرضا فلاحیان   |
|       | ایران | مدافع | امیرعلی منجزی‌پور  |
|       | ایران | هافبک | محمدحسین زواری    |
|       | ایران | هافبک | عارف رستمی        |
|       | ایران | مهاجم | امیرحسین فرهادی   |
|       | ایران | مدافع | علیرضا کرمی       |
|       | ایران | مدافع | محمدرضا مهدی‌زاده  |
|       | ایران | مهاجم | محمدمهدی قنبری    |
|       | ایران | هافبک | امیرعلی صادقی     |

### بازیکنان خارجی
| ردیف | نام                  | کشور         | پست       | دوران بازی | بازی | گل |
| ---- | -------------------- | ------------ | --------- | ---------- | ---- | -- |
| ۱    | سلیف کولیبالی        | مالی         | هافبک     | ۱۳۹۱–۱۳۹۲  | ۲۷   | ۲  |
| ۲    | فابیو کاروالیو       | برزیل        | دروازه‌بان | ۱۳۹۲–۱۳۹۳  | ۸    | ۰  |
| ۳    | ادریسا ترائوره       | مالی         | هافبک     | ۱۳۹۲–۱۳۹۳  | ۲۵   | ۰  |
| ۴    | موسی کولیبالی        | مالی         | مدافع     | ۱۳۹۲–۱۳۹۵  | ۹۲   | ۵  |
| ۵    | سومبلیا دیاکیته      | مالی         | دروازه‌بان | ۱۳۹۳–۱۳۹۴  | ۸    | ۰  |
| ۶    | لامینه دیاوارا       | مالی         | هافبک     | ۱۳۹۳–۱۳۹۴  | ۱۷   | ۰  |
| ۷    | فیلیپه برتولدو       | تیمور شرقی   | هافبک     | ۱۳۹۴–۱۳۹۵  | ۱۰   | ۰  |
| ۸    | فرناندو خسوس         | برزیل        | دروازه‌بان | ۱۳۹۴–۱۳۹۵  | ۳۰   | ۰  |
| ۹    | ادواردو فریرا        | گینه استوایی | مدافع     | ۱۳۹۴–۱۳۹۵  | ۱۱   | ۰  |
| ۱۰   | دیوید ساکونی         | برزیل        | هافبک     | ۱۳۹۵       | ۵    | ۰  |
| ۱۱   | رافائل روبایو        | برزیل        | دروازه‌بان | ۱۳۹۵       | ۴    | ۰  |
| ۱۲   | آلویس نانگ           | کامرون       | مهاجم     | ۱۳۹۵–۱۳۹۶  | ۲۰   | ۵  |
| ۱۳   | سابا تاوادزه         | گرجستان      | هافبک     | ۱۳۹۶–۱۳۹۷  | ۹    | ۱  |
| ۱۴   | کلاودیر              | برزیل        | مهاجم     | ۱۳۹۶–۱۳۹۷  | ۲۵   | ۸  |
| ۱۵   | عثمان اندونگ         | سنگال        | مدافع     | ۱۴۰۲–۱۴۰۳  | ۱۴   | ۳  |
| ۱۶   | آسو رستم             | عراق         | مهاجم     | ۱۴۰۲–۱۴۰۳  | ۱۴   | ۴  |
| ۱۷   | ساویو روبرتو         | برزیل        | هافبک     | ۱۴۰۲–۱۴۰۴  | ۳۳   | ۳  |
| ۱۸   | داستانبک ترسونوف     | ازبکستان     | مهاجم     | ۱۴۰۲–۱۴۰۳  | ۱۲   | ۰  |
| ۱۹   | مؤمل عبدالرضا        | عراق         | هافبک     | ۱۴۰۳       | ۱۱   | ۰  |
| ۲۰   | دیمیتریوس چاتزیسایاس | یونان        | مدافع     | ۱۴۰۳–۱۴۰۴  | ۱۷   | ۱  |
| ۲۱   | کاینا نونس           | برزیل        | مهاجم     | ۱۴۰۳–۱۴۰۴  | ۲۲   | ۲  |
| ۲۲   | تیوی بیفوما          | جمهوری کنگو  | هافبک     | ۱۴۰۳-۱۴۰۴  | ۲۵   | ۵  |

## افتخارات
- لیگ برتر ایران

 قهرمان (۱): ۱۳۹۵–۱۳۹۴
- لیگ آزادگان

 قهرمان (۱): ۱۳۹۲–۱۳۹۱
 نایب قهرمان (۱): ۰۲–۱۴۰۱
- سوپر جام ایران

 نایب‌قهرمان (۱): ۱۳۹۵

## مربیان

### کادر فنی کنونی
| نام               | سمت            |
| ----------------- | -------------- |
| امیر خلیفه اصل    | سرمربی         |
| حسین کعبی         | مربی           |
| رضا باقری‌نیا      | مربی           |
| علی خوش‌ذات        | مربی           |
| فرشاد بختیاری‌زاده | مربی دروازه‌بان |
| محمدرضا مولایی    | بدنساز         |
| البرز حاجی‌پور     | سرپرست         |

## مربیان تاریخ باشگاه
| مربی              | سال       |
| ----------------- | --------- |
| مجید باقری‌نیا     | ۱۳۹۲–۱۳۹۰ |
| عبدالله ویسی      | ۱۳۹۵–۱۳۹۲ |
| سیروس پورموسوی    | ۱۳۹۶–۱۳۹۵ |
| عبدالله ویسی      | ۱۳۹۷–۱۳۹۶ |
| داریوش یزدی       | ۱۳۹۷      |
| کریم بوستانی      | ۱۳۹۷      |
| کریم قنبری        | ۱۳۹۸–۱۳۹۷ |
| سیروس نعمتی‌نژاد   | ۱۳۹۸      |
| محمد علوی         | ۱۳۹۸      |
| مجید باقری‌نیا     | ۱۳۹۸      |
| سهراب بختیاری‌زاده | ۱۳۹۸      |
| امیر خلیفه اصل    | ۱۴۰۰–۱۳۹۸ |
| سهراب بختیاری‌زاده | ۱۴۰۰      |
| داوود مهابادی     | ۱۴۰۱–۱۴۰۰ |
| سیروس پورموسوی    | ۱۴۰۳–۱۴۰۱ |
| میودراگ بوژوویچ   | ۱۴۰۳      |
| امیر خلیفه اصل    | –۱۴۰۳     |

## حضور در لیگ قهرمانان آسیا
| فصل  | تورنمنت      | نتیجه        | بازی | برد | مساوی | باخت | زده | خورده |
| ---- | ------------ | ------------ | ---- | --- | ----- | ---- | --- | ----- |
| ۲۰۱۷ | لیگ قهرمانان | یک‌هشتم نهایی | ۸    | ۲   | ۳     | ۳    | ۸   | ۹     |

| ردیف | تاریخ            | مکان   | حریف    | نتیجهٔ بازی | نتیجه | گلزنان   | مرحله              | مسابقات                |
| ---- | ---------------- | ------ | ------- | ---------- | ----- | -------- | ------------------ | ---------------------- |
| ۱    | ۲ اسفند ۱۳۹۵     | مسقط   | الفتح   | ۰–۱        | برد   | علایی    | مرحله گروهی گروه B | لیگ قهرمانان آسیا ۲۰۱۷ |
| ۲    | ۹ اسفند ۱۳۹۵     | ابوظبی | الجزیره | ۰–۱        | برد   | نانگ     | مرحله گروهی گروه B | لیگ قهرمانان آسیا ۲۰۱۷ |
| ۳    | ۲۴ اسفند ۱۳۹۵    | اهواز  | لخویا   | ۱–۱        | مساوی | بیت سعید | مرحله گروهی گروه B | لیگ قهرمانان آسیا ۲۰۱۷ |
| ۴    | ۲۱ فروردین ۱۳۹۶  | دوحه   | لخویا   | ۲–۱        | باخت  | نانگ     | مرحله گروهی گروه B | لیگ قهرمانان آسیا ۲۰۱۷ |
| ۵    | ۵ اردیبهشت ۱۳۹۶  | الریان | الفتح   | ۱–۱        | مساوی | بحرانی   | مرحله گروهی گروه B | لیگ قهرمانان آسیا ۲۰۱۷ |
| ۶    | ۱۹ اردیبهشت ۱۳۹۶ | اهواز  | الجزیره | ۱–۱        | مساوی | زبیدی    | مرحله گروهی گروه B | لیگ قهرمانان آسیا ۲۰۱۷ |
| ۷    | ۲ خرداد ۱۳۹۶     | السیب  | الهلال  | ۲–۱        | باخت  | بیت سعید | یک هشتم نهایی      | لیگ قهرمانان آسیا ۲۰۱۷ |
| ۸    | ۱۰ خرداد ۱۳۹۶    | الریان | الهلال  | ۲–۱        | باخت  | نانگ     | یک هشتم نهایی      | لیگ قهرمانان آسیا ۲۰۱۷ |